# Jersi
Jersi (ros. Ерси) – wieś w Rosji, w Dagestanie, w rejonie tabasarańskim. W 2010 liczyła 1807 mieszkańców, głównie Azerów.

## Urodzeni
- Kərim Məmmədbəyov – radziecki polityk.